# Battaglia di Cathair Cuan
La battaglia di Cathair Cuan potrebbe essere un conflitto esteso combattuto nel 977 e nel 978, o più semplicemente una singola battaglia combattuta in uno dei due anni a Munster in Irlanda.

## Storia
Gli assalitori furono Brian Boru ed i Dál gCais, mentre gli avversari erano Donnubán mac Cathail ed il resto delle truppe reali del Limerick norreno. Questi ultimi erano probabilmente i seguaci del neoeletto Re degli Stranieri di Munster, Aralt mac Ímair, figlio di Ivar di Limerick, da poco ucciso, anche se probabilmente il comando era in mano a Donnubán. Brian ed i Dál gCais ne uscirono vincitori, decretando il passaggio del Limerick ai Gaeli, almeno per i successivi due secoli fino all'invasione normanna dell'Irlanda. Nel 977 erano già molti i territori passati nelle mani dei Dál gCais, tra cui forse il grande dun della stessa Limerick. La signoria, però, possedeva altri territori, alcuni molte miglia nell'entroterra. Aralt fu probabilmente ucciso nel conflitto, ma sembra che Donnubán sia sopravvissuto. I racconti successivi parlano comunque anche della sua morte in battaglia.
Tra i testi che ne citano la morte ci sono gli Annali di Inisfallen, gli Annali dei Quattro Maestri, e il Cogad Gáedel re Gallaib del XII secolo. Negli Annali di Inisfallen di Dublino del XVIII secolo, Aralt viene sostituito da un certo Olaf, forse il fratello, il quale fu in effetti ucciso poco dopo col padre Ivar ed il terzo fratello Dubcenn, a Inis Cathaig nel 977.
Un'altra fonte, oggi perduta ma usata da John Collins di Myross tra il XVIII ed il XIX secolo, afferma
Il castello di Croom era in effetti un'importante fortezza della famiglia O'Donovan nel XII secolo, ma non si sa quando vennero in possesso del piccolo fiume Maigue su cui si trova. Forse Collins fa una supposizione che, però, non è verificabile.